# Championnat de Belgique de rugby à XV 2010-2011
Navigation
Championnat 2009-2010 Championnat 2011-2012
Le Championnat de Belgique de rugby à XV 2010-2011 oppose les huit meilleures équipes belges de rugby à XV. Il débute le 12 septembre 2010 pour s'achever par une finale disputée le 7 mai 2011 au stade du petit Heysel.
Le Royal Kituro Rugby Club remporte la compétition en battant le tenant du titre du Boitsfort Rugby Club sur le score de 13 à 8. C'est le quatrième titre du Kituro après ceux de 1967, 1996 et 2009.

## Liste des équipes en compétition
| Berneau Schaerbeek Boitsfort Waterloo Ottignies Soignies Frameries Dendermonde |

Le Dendermondse RC, vainqueur en D2 est promu en D1 et remplace le RC Visé. La compétition oppose pour la saison 2010-2011 les huit meilleures équipes belges de rugby à XV :
| Équipes                   | Entraîneurs                        |
| ------------------------- | ---------------------------------- |
| ASUB Rugby Waterloo       | Nicolas Clapinson                  |
| Boitsfort RC              | Francis Demolder                   |
| Dendermondse RC           | Pierre Plasman                     |
| Kituro RC                 | Alain Limbos, Michel Van Hee       |
| RC Frameries              | Pascal Martin                      |
| RC Soignies               | Emmanuel Descamps                  |
| Rugby Coq Mosan (Berneau) | Frédérick Heynen                   |
| Rugby Ottignies Club      | Gert Van Looy, Thierry Van Hemelen |

## Résumé des résultats

### Classement de la phase régulière
| no | Club                | J  | V  | N | D  | F | PM  | PE  | Diff | Pts |
| -- | ------------------- | -- | -- | - | -- | - | --- | --- | ---- | --- |
| 1  | Kituro RC           | 14 | 13 | 0 | 1  | 0 | 372 | 133 | +239 | 40  |
| 2  | Dendermondse RC (P) | 14 | 11 | 0 | 3  | 0 | 361 | 164 | +197 | 36  |
| 3  | Boitsfort RC (T)    | 14 | 9  | 0 | 5  | 0 | 289 | 163 | +126 | 32  |
| 4  | RC Soignies         | 14 | 7  | 1 | 6  | 0 | 306 | 344 | -38  | 29  |
| 5  | RC Frameries        | 14 | 6  | 0 | 8  | 0 | 302 | 223 | +79  | 26  |
| 6  | ASUB Waterloo       | 14 | 6  | 0 | 8  | 0 | 204 | 272 | -68  | 26  |
| 7  | Ottignies           | 14 | 3  | 0 | 11 | 0 | 159 | 393 | -234 | 20  |
| 8  | Coq Mosan           | 14 | 0  | 1 | 13 | 0 | 107 | 408 | -301 | 15  |

Le départage entre Frameries et l'ASUB pour l'obtention de la cinquième place tient compte des résultats de leurs rencontres directes lors de la  journée (Frameries - ASUB : 21 - 34) et de la journée (ASUB - Frameries : 7 - 23).
|  | Qualifiés pour la phase finale (no 1, no 2, no 3, no 4). |
|  | Relégué en Division 2 pour la saison 2011-2012 (no 8).   |
|  | T : tenant du titre 2010 • P : promu 2010                |

Attribution des points : victoire : 3, match nul : 2, défaite : 1, forfait : 0.
Règles de classement : ?

### Phase finale

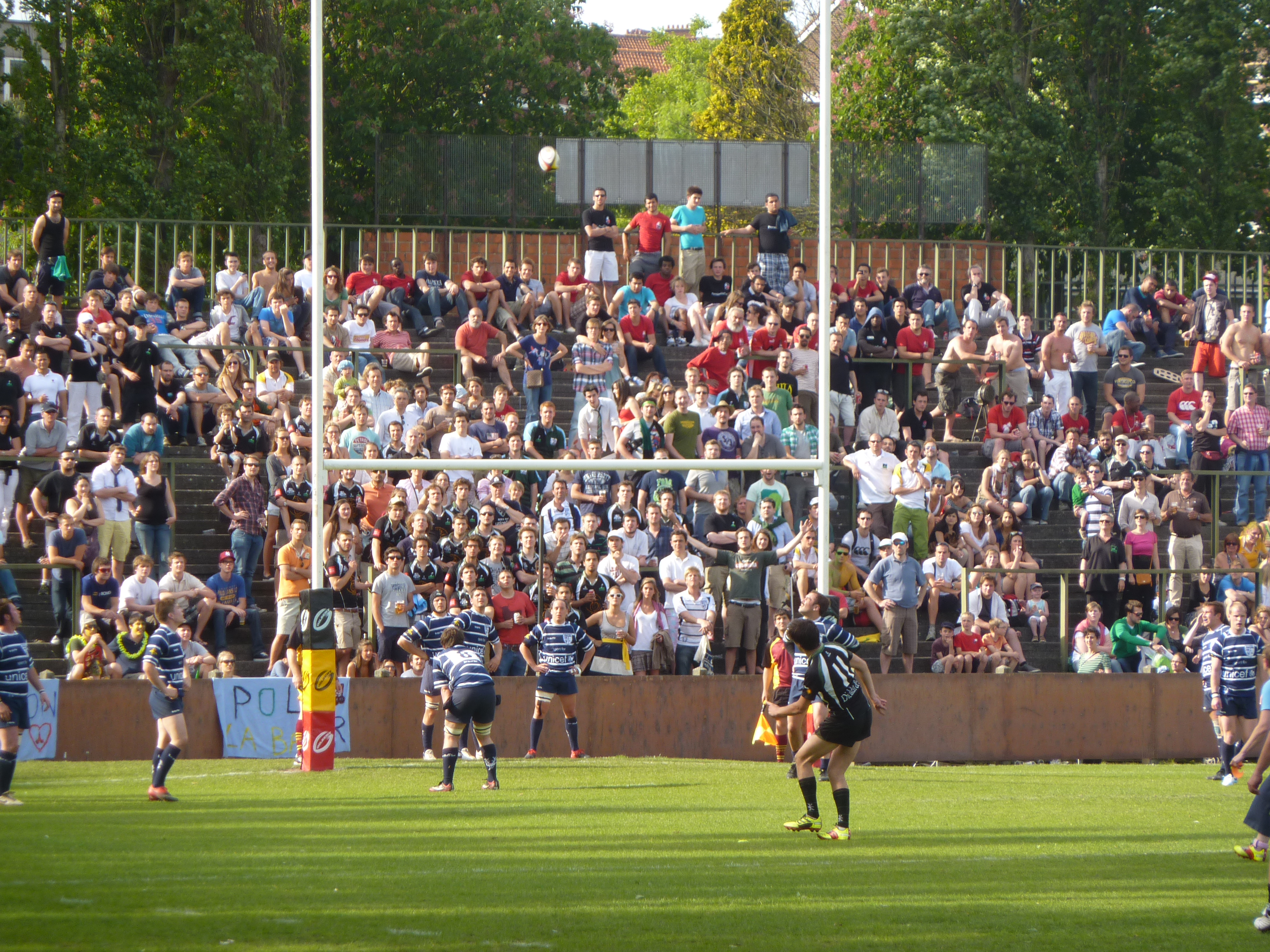
Finale Kituro - Boitsfort

|  | Demi-finales                        | Demi-finales                        |           |    | Finale                                       | Finale                                       |
|  | Demi-finales                        | Demi-finales                        |           |    | Finale                                       | Finale                                       |
|  |                                     |                                     |           |    |                                              |                                              |
|  | dimanche 17 avril 2011 à Schaerbeek | dimanche 17 avril 2011 à Schaerbeek |           |    | samedi 7 mai 2011 au petit Heysel, Bruxelles | samedi 7 mai 2011 au petit Heysel, Bruxelles |
|  | dimanche 17 avril 2011 à Schaerbeek | dimanche 17 avril 2011 à Schaerbeek |           |    | samedi 7 mai 2011 au petit Heysel, Bruxelles | samedi 7 mai 2011 au petit Heysel, Bruxelles |
|  | [1] Kituro RC                       | 21                                  |           |    | samedi 7 mai 2011 au petit Heysel, Bruxelles | samedi 7 mai 2011 au petit Heysel, Bruxelles |
|  | [1] Kituro RC                       | 21                                  |           |    | samedi 7 mai 2011 au petit Heysel, Bruxelles | samedi 7 mai 2011 au petit Heysel, Bruxelles |
|  | [4] RC Soignies                     | 16                                  |           |    | samedi 7 mai 2011 au petit Heysel, Bruxelles | samedi 7 mai 2011 au petit Heysel, Bruxelles |
|  | [4] RC Soignies                     | 16                                  | Kituro RC | 13 |                                              |                                              |
|  | dimanche 17 avril 2011 à Termonde   |                                     | Kituro RC | 13 |                                              |                                              |
|  |                                     | Boitsfort RC                        | 8         |    |                                              |                                              |
|  | [2] Dendermondse RC                 | Boitsfort RC                        | 8         | 6  |                                              |                                              |
|  | [2] Dendermondse RC                 |                                     |           | 6  |                                              |                                              |
|  | [3] Boitsfort RC                    | 16                                  |           |    |                                              |                                              |
|  | [3] Boitsfort RC                    | 16                                  |           |    |                                              |                                              |

## Résultats détaillés

### Phase régulière

#### Tableau synthétique des résultats
L'équipe qui reçoit est indiquée dans la colonne de gauche.
| Clubs           | ASU   | BRC   | DRC   | KRC   | RCF   | RCS   | COQ   | ROC   |
| --------------- | ----- | ----- | ----- | ----- | ----- | ----- | ----- | ----- |
| ASUB Waterloo   |       | 5-22  | 8-14  | 0-30  | 7-23  | 10-31 | 19-5  | 27-10 |
| Boitsfort RC    | 11-12 |       | 31-19 | 13-21 | 16-13 | 29-6  | 21-0  | 55-6  |
| Dendermondse RC | 25-0  | 22-6  |       | 3-6   | 27-13 | 30-27 | 20-10 | 37-5  |
| Kituro RC       | 22-13 | 9-10  | 16-13 |       | 39-10 | 58-6  | 21-10 | 23-13 |
| RC Frameries    | 21-34 | 10-17 | 7-14  | 15-17 |       | 6-13  | 93-0  | 17-7  |
| RC Soignies     | 41-15 | 18-11 | 11-66 | 10-27 | 22-35 |       | 6-6   | 48-14 |
| R.Coq Mosan     | 17-30 | 5-39  | 11-30 | 3-48  | 7-22  | 11-28 |       | 6-13  |
| Ottignies       | 0-24  | 17-8  | 13-41 | 17-35 | 3-17  | 26-39 | 18-16 |       |

|  | Victoire à domicile |  | Match nul |  | Défaite à domicile |

#### Détail des résultats
Les points marqués par chaque équipe sont inscrits dans les colonnes centrales.

#### Évolution du classement
| Club            | 1 | 2 | 3 | 4 | 5 | 6 | 7 | 8 | 9 | 10 | 11 | 12 | 13 | 14 |
| --------------- | - | - | - | - | - | - | - | - | - | -- | -- | -- | -- | -- |
| ASUB Waterloo   | 8 | 5 | 4 | 4 | 4 | 4 | 5 | 6 | 6 | 5  | 5  | 5  | 5  | 6  |
| Boitsfort RC    | 2 | 3 | 3 | 3 | 3 | 3 | 3 | 2 | 3 | 3  | 3  | 3  | 3  | 3  |
| Coq Mosan       | 7 | 7 | 7 | 7 | 7 | 8 | 8 | 8 | 8 | 8  | 8  | 8  | 8  | 8  |
| Dendermondse RC | 4 | 2 | 2 | 2 | 2 | 2 | 2 | 3 | 2 | 2  | 2  | 2  | 2  | 2  |
| Kituro RC       | 1 | 1 | 1 | 1 | 1 | 1 | 1 | 1 | 1 | 1  | 1  | 1  | 1  | 1  |
| RC Frameries    | 3 | 4 | 5 | 6 | 5 | 5 | 4 | 4 | 5 | 6  | 6  | 6  | 6  | 5  |
| RC Soignies     | 5 | 6 | 6 | 5 | 6 | 6 | 6 | 5 | 4 | 4  | 4  | 4  | 4  | 4  |
| ROC             | 6 | 8 | 8 | 8 | 8 | 7 | 7 | 7 | 7 | 7  | 7  | 7  | 7  | 7  |

### Phase finale

#### Demi-finales
| 17 avril 2011 | Kituro RC | 21 — 16 | RC Soignies | Complexe Wahis, Schaerbeek |
| 17 avril 2011 |           |         |             | Complexe Wahis, Schaerbeek |
| 17 avril 2011 |           |         |             | Complexe Wahis, Schaerbeek |

| 17 avril 2011 | Dendermondse RC | 6 — 16 | Boitsfort RC | Complexe sportif Saint-Gilles, Termonde |
| 17 avril 2011 |                 |        |              | Complexe sportif Saint-Gilles, Termonde |
| 17 avril 2011 |                 |        |              | Complexe sportif Saint-Gilles, Termonde |

#### Finale
| 7 mai 2011 17h30 CET | Kituro RC                                                                                              | 13 — 8 (10 — 3) | Boitsfort RC                                       | Stade du petit Heysel, Bruxelles Arbitre : Maxime Burlet |
| 7 mai 2011 17h30 CET | Essai(s) : Rongé (27e) Transformation(s) : Meeùs (27e) Pénalité(s) : Meeùs (16e) Drop(s) : Orban (79e) |                 | Essai(s) : Rondou (76e) Pénalité(s) : Vollet (14e) | Stade du petit Heysel, Bruxelles Arbitre : Maxime Burlet |
| 7 mai 2011 17h30 CET | |                 |                                                    | Stade du petit Heysel, Bruxelles Arbitre : Maxime Burlet |